# ژو شیائوجیان
ژو شیائوجیان (انگلیسی: Zhou Xiaojian؛ زادهٔ ۱۳ ژانویهٔ ۱۹۸۵) بازیکن هندبال اهل چین است. وی در بازی‌های المپیک تابستانی ۲۰۰۸ شرکت کرده‌است.